# 秦百兰
秦百兰（1948年—），汉族，中华人民共和国政治人物、第十一届全国政协委员。
加入中国民主促进会，担任辽宁省铁路文联副主席。2008年，当选第十一届全国政协委员，代表文化艺术界，分入第二十七组。